# Alberto Seixas Santos
Alberto Jorge Seixas dos Santos (Lisboa, 20 de março de 1936 – Lisboa, 10 de dezembro de 2016) foi um cineasta português, um dos aderentes ao movimento do Novo Cinema português.

## Biografia
Frequentou o Curso de Ciências Histórico-Filosóficas na Faculdade de Letras da Universidade de Lisboa. A partir de 1958 trabalhou como crítico de cinema em diversas publicações. Em 1962 estudou em Paris, frequentando o Institut d'Hautes Études Cinématographiques e, no ano seguinte, a London Film School. 
Pertencente à geração de cineastas portugueses formada nos cineclubes de Lisboa, foi dirigente do ABC - Cineclube de Lisboa. Seixas Santos, cineasta do movimento do Novo Cinema, começou por filmar documentários : A Arte e o Ofício de Ourives e Indústria Cervejeira em Portugal (1968). Foi, em 1970, um dos fundadores do Centro Português de Cinema, entidade apoiada pela Fundação Calouste Gulbenkian, ao tempo presidida por José de Azeredo Perdigão, que permitiu aos cineastas do cinema novo iniciar a sua atividade na realização cinematográfica.
Brandos Costumes é a primeira longa-metragem de Seixas Santos, tendo sido rodada entre 1972 e 1975 e escrita em parceria com Luiza Neto Jorge e Nuno Júdice. O argumento consiste numa narrativa paralela entre o quotidiano de uma família da média burguesia e o trajeto do regime emanado do golpe militar de 28 de maio de 1926, que precedeu a institucionalização do Estado Novo. Este filme foi seleccionado, em competição, para o Festival de Cinema de Berlim. 
No período revolucionário do pós-25 de abril de 1974 Seixas Santos foi um dos realizadores de As Armas e o Povo, filme coletivo, estreado em 1975, que retrata a primeira semana de Revolução dos Cravos, fazendo uma cobertura desde a semana de 25 de abril até 1 de maio de 1974. Seguindo a mesma linha política, realizou em 1976 o filme, também colectivo, A Lei da Terra, exibido no Festival de Leipzig, que tem como tema o processo de reforma agrária então em curso. Neste mesmo ano foi nomeado presidente do Instituto Português de Cinema (IPC). Foi um dos fundadores da cooperativa Grupo Zero, à qual pertenceram cineastas como João César Monteiro, Jorge Silva Melo, Ricardo Costa, Margarida Gil, Solveig Nordlund e o director de fotografia Acácio de Almeida.
Gestos e Fragmentos, de 1982, aborda a relação entre os militares e o poder em Portugal, baseando-se nas vivências do célebre capitão de Abril, Otelo Saraiva de Carvalho, nos pontos de vista do filósofo e ensaísta Eduardo Lourenço e do jornalista e realizador americano Robert Kramer. Esta longa metragem participou no Festival de Veneza desse mesmo ano.
De 1980 a 2002 foi professor na Escola Superior de Teatro e Cinema (ESTC) do Instituto Politécnico de Lisboa e, a partir de 1985, por algum tempo, director de programas da RTP.
A sua última longa-metragem, Mal, de 1999, foi apresentada no Festival de Veneza. Nestas duas últimas obras privilegiou a ficção, valorizando a psicologia das personagens e o rigor técnico.
Em 2005 terminou a curta-metragem A Rapariga da Mão Morta, que teve estreia mundial no 13º Festival de Curtas-Metragens de Vila do Conde.
A 10 de abril de 2014 a Escola Superior de Teatro e Cinema homenageia Alberto Seixas Santos, realizador, fundador da Escola de Cinema do Conservatório Nacional e antigo professor da ESTC (sucessora do Conservatório). Alberto Seixas Santos é distinguido com a medalha de Conhecimento e Mérito do Instituto Politécnico de Lisboa, ao qual a ESTC pertence e são exibidos excertos do documentário Refúgio e Evasão, de Luís Alves de Matos, que aborda o olhar cinematográfico de Alberto Seixas Santos. A sessão conta ainda com as intervenções do sociólogo francês Jacques Lemière, especialista em cinema português, e do Director do Departamento de Cinema da ESTC, José Bogalheiro.
Morreu a 10 de dezembro de 2016, na sua casa de Lisboa, aos 80 anos de idade, depois de um período de doença.

## Filmografia
Realizou os filmes: 
- A Arte e Ofício de Ourives (1968)
- Indústria Cervejeira em Portugal (1968)
- Brandos Costumes (1975)
- As Armas e o Povo (1975) - filme colectivo
- A Lei da Terra (1977) - colectivo do Grupo Zero
- Gestos e Fragmentos (1982)
- Paraíso Perdido (1992-1995)
- Mal (1999)
- A Rapariga da Mão Morta (2005)
- E o tempo passa (2011)